# 虞丘進
虞丘 進（ぐきゅう しん、363年 - 422年）は、東晋から南朝宋にかけての軍人。字は豫之。本貫は東海郡郯県。

## 経歴
若くして謝玄に従って苻堅を討ち、功績を挙げて関内侯に封じられた。隆安年間、劉裕に従って孫恩を討ち、句章城を守備して、数十日の包囲を受けた。余姚県の呵浦に進出して、孫恩の部下の張驃を破り、海塩県の旧治および婁県まで追撃した。蒲濤口で孫恩と水戦して、重傷を負った。孫恩を鬱洲まで追撃して、さらに石鹿頭まで進み、海塩県の大柱に帰還した。元興元年（402年）、劉裕に従って臨海郡に入り、石歩固で盧循と20日あまりも対峙した。元興2年（403年）、劉裕に従って東陽郡に入り、徐道覆を撃破した。臨松穴に進軍して盧循を撃破し、永嘉郡千江まで追撃した。さらに安固に進んだ。元興3年（404年）、劉裕に従って桓玄を討ち、建康を平定すると、燕国内史に任じられた。
義熙2年（406年）、龍驤将軍の号を受け、龍川県五等侯に封じられた。義熙5年（409年）、劉裕に従って南燕を討ち、臨朐で燕軍を破った。義熙6年（410年）、盧循が建康に迫ると、孟昶・諸葛長民らは安帝を連れて長江を渡るよう主張したが、進はこの策に反対し、劉裕に容れられた。樹木を伐採して、石頭に柵を建てて盧循に対する防備を固めた。鄱陽郡太守に任じられ、東道から鄱陽郡に入り、五畝嶠に到達した。盧循の任じた上饒県令の英糾が故城を守っていたが、進はこれを攻撃して破った。また盧循の任じた鄱陽郡太守の童敏之が郡治に拠っていたが、進は余干から徒歩で鄱陽郡治におもむき、童敏之が撤退したところを追撃して破った。劉藩に従って始興郡に入り、徐道覆を斬った。
義熙8年（412年）、寧蛮護軍・尋陽郡太守に任じられた。劉裕に従って劉毅を討った。劉毅が殺害されると、進は太尉行参軍に任じられた。まもなく振威将軍の号を受けた。義熙9年（413年）、功績により望蔡県男に封じられ、龍驤将軍の号を加えられた。義熙11年（415年）、司馬休之を討って、戦功があった。凱旋すると、輔国将軍・山陽郡太守に任じられた。劉裕が宋公となると、進は秦郡太守に任じられ、行陳留郡事をつとめた。元熙2年（420年）、劉裕の四男の劉義康の下で右将軍司馬となった。
永初2年（421年）、太子右衛率に転じた。永初3年（422年）、在官のまま死去した。享年は60。追って子爵に爵位を進められた。
子の虞丘耕が後を嗣いだ。

## 伝記資料
- 『宋書』巻49 列伝第9
- 『南史』巻17 列伝第7